# مرگ بالینی

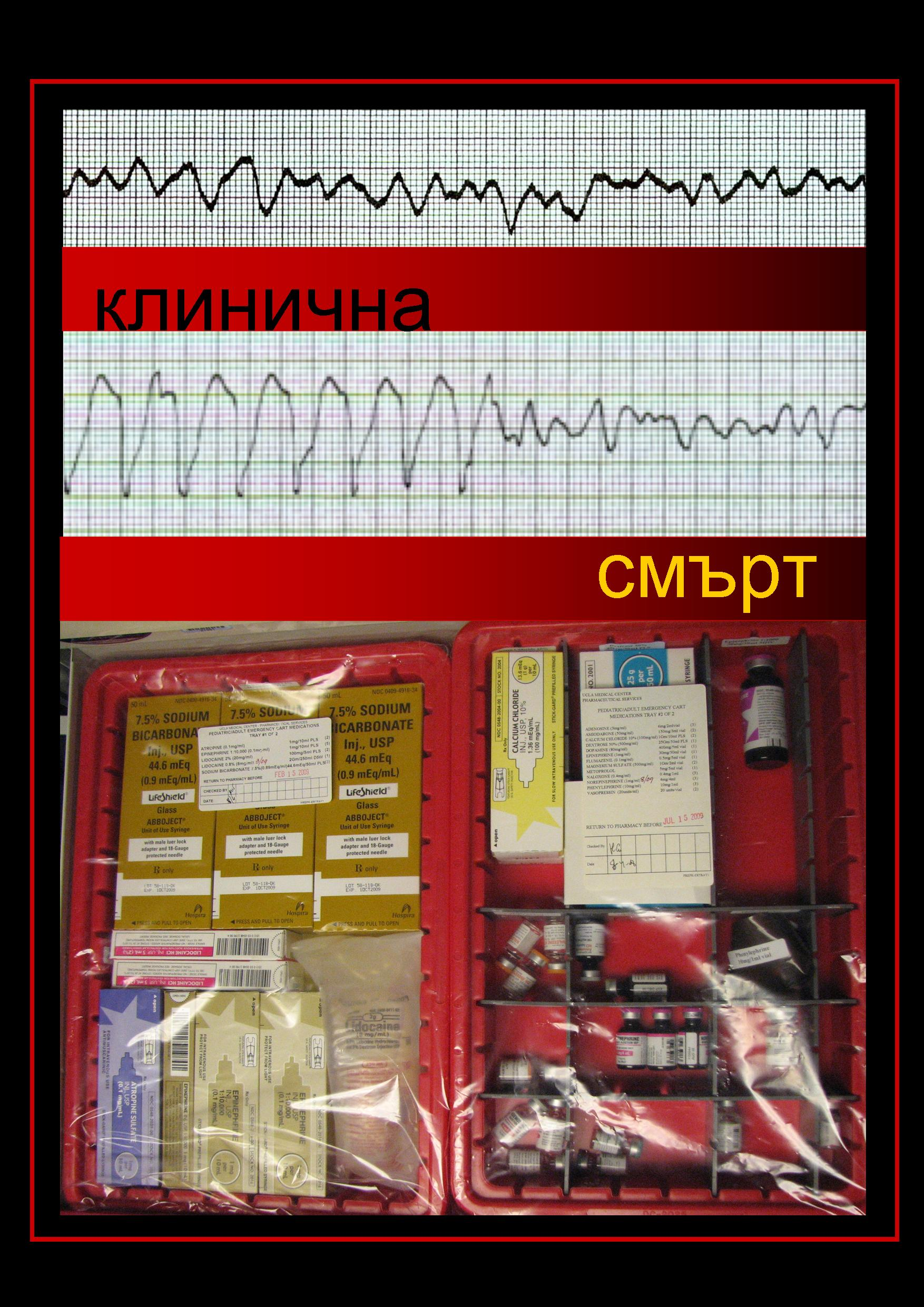
مرگ بالینی

مرگ بالینی اصطلاح پزشکی برای توقف گردش خون و تنفس، دو معیار لازم برای حفظ زندگی انسان‌ها و بسیاری از موجودات دیگر است. مرگ بالینی زمانی اتفاق می‌افتد که ضربان قلب با یک ریتم منظم متوقف شود، وضعیتی که ایست قلبی نامیده می‌شود. این اصطلاح گاهی اوقات در تحقیقات احیا نیز استفاده می‌شود.
توقف گردش خون از نظر تاریخی در بیشتر موارد برگشت‌ناپذیر بوده‌است. قبل از اختراع احیای قلبی ریوی (CPR)، الکتروشوک، تزریق اپی نفرین و سایر درمان‌ها در قرن بیستم، عدم وجود گردش خون (و عملکردهای حیاتی مرتبط با گردش خون) از نظر تاریخی به عنوان تعریف رسمی مرگ در نظر گرفته می‌شد. با ظهور این استراتژی‌ها، ایست قلبی به جای مرگ ساده، مرگ بالینی نامیده شد تا امکان احیای پس از ایست قلبی را منعکس کند.
در شروع مرگ بالینی، هوشیاری در عرض چند ثانیه از دست می‌رود و در سگ‌ها، فعالیت مغزی قابل اندازه‌گیری، اندازه‌گیری شده‌است که در عرض ۲۰ تا ۴۰ ثانیه متوقف می‌شود. نفس نفس زدن نامنظم ممکن است در این دوره زمانی اولیه رخ دهد، و گاهی اوقات توسط امدادگران به عنوان نشانه ای از ضروری نبودن احیای قلبی ریوی اشتباه می‌شود. در طول مرگ بالینی، تمام بافت‌ها و اندام‌های بدن به‌طور پیوسته نوعی آسیب به نام آسیب ایسکمیک را تجربه می‌کنند.